# Dieter Wiedenmann
Dieter Wiedenmann (* 23. April 1957 in Ulm; † 11. November 1994 in Langensteinbach) war ein deutscher Ruderer.
Zusammen mit dem Ulmer Raimund Hörmann wurde Dieter Wiedenmann schon Jugendmeister im Doppelzweier. Im Erwachsenenbereich bildeten die beiden Ulmer mit den beiden Ingelheimern Michael Dürsch und Albert Hedderich den bundesdeutschen Doppelvierer. 1979 und 1982 wurde das Team Vizeweltmeister, jeweils hinter dem Boot aus der DDR. 1983 gewann die westdeutsche Besatzung den Weltmeistertitel vor der DDR, dies war die erste Niederlage des Vierers aus der DDR bei Weltmeisterschaften seit der Einführung dieser Bootsklasse 1974.
Ein weiterer Höhepunkt der Karriere von Dieter Wiedenmann und seinen drei Mitstreitern war der Sieg im Doppelvierer bei den Olympischen Spielen 1984 in Los Angeles. Dafür erhielten er und seine Ruderkameraden des Doppelvierers Michael Dürsch, Albert Hedderich und Raimund Hörmann das Silberne Lorbeerblatt.
Wiedenmann starb mit 37 Jahren an inneren Blutungen während einer OP zur Stabilisierung der Wirbelsäule.